# Absolute World
Die Absolute World, auch bekannt unter dem Namen Marilyn Monroe Tower, ist ein kanadischer Gebäudekomplex, der aus fünf Hochhäusern für Eigentumswohnungen, einem Einkaufszentrum, Restaurants und Wellnesseinrichtungen besteht. Das Bauwerk befindet sich in Mississauga in der Provinz Ontario. Die Gebäude werden von Fernbrook Homes und Cityzen Development Group gebaut. Die Bauphase begann 2008. Die ersten Gebäude wurden 2011 fertiggestellt. Dies waren der Absolute World 1 und 2 mit 178 bzw. 151 Metern sowie die Absolute Vision mit 111 Metern.

## Geschichte
Am 28. November 2006, während der Veranstaltungen zu den 24. Mississauga Urban Design Awards, gab die  Bürgermeisterin von Mississauga, Hazel McCallion, die internationale Ausschreibung für die Bebauung eines Grundstücks an der nordöstlichen Ecke der Burnhamthorpe Road und Hurontario Street bekannt. Es war die erste internationale Architekturausschreibung in der Greater Toronto Area nach vierzig Jahren für ein privates Unternehmen und nach der Bauausschreibung der Toronto City Hall. Über 92 Architekten aus mehr als 70 Ländern nahmen an dem Wettbewerb teil und sandten ihre Entwürfe ein. Am 30. Januar 2007 wurden die sechs Finalisten im Atrium des BCE Places in Downtown Toronto öffentlich bekannt gegeben. Diese waren:
- Nicholas Boyarsky, Boyarsky Murphy Architects, Großbritannien
- Michel Rojkind, rojkind arquitectos, Mexiko
- Roland Rom Colthoff, Quadrangle Architects Limited, Kanada
- Sebastian Messer, Studio MWM, Großbritannien
- Ma Yansong, MAD office, Vereinigte Staaten,
- Tarek El-Khatib, Zeidler Partnership Architects, Kanada

Jede Gruppe dieser Finalisten erhielt ein Honorar, welches die bisherigen Entwicklungs- und Designkosten abdeckte, sowie die Kosten für das Design eines neuen Hochhausgebäudes mit mehr als 50 Stockwerken, das somit das größte Gebäude in Mississauga bei Fertigstellung sein wird.
Die Öffentlichkeit war eingeladen, die besten Entwürfe der Architekten zu bewerten und auszuwählen. Die Einwohner durften die Modelle im Square One Shopping Centre sowie online ansehen und bewerten. Die Wahlmöglichkeit stand bis zum 22. März 2007 offen. Am 28. März 2007 wurde Yansong Ma, der Gründer der MAD Office Architekturbüros aus Peking, als Gewinner genannt. Der Verkaufsstart der Wohnungen begann im Mai 2007. Im Mai 2008 begannen die Bauarbeiten für den Komplex, der 2012 fertiggestellt wurde. Aufgrund des geschwungenen Designs erhielten die Gebäude den Namen der Schauspielerin Marilyn Monroe. Turm Nummer 1 erhielt im September 2013 den Emporis Skyscraper Award für das Jahr 2012 verliehen. Ein weiteres Gebäude, welches den Emporis Skyscraper Award 2012 erhielt, war The Bow in Calgary.